# Markéta Zinnerová
Markéta Zinnerová, provdaná Markéta Jílková (* 21. června 1942 Brno) je česká prozaička, scenáristka, autorka literatury pro děti a mládež.

## Životopis
Po maturitě na JSŠ v Liberci a nástavbovém studiu osvěty v Praze, pracovala v osvětových zařízeních v Liberci a Sokolově. V letech 1962–1964 byla zaměstnána jako průvodčí ČSD.
Na konci šedesátých let pracovala v časopisech Mladý svět, Květy. V letech 1971–1976 byla dramaturgyní literárně – dramatického vysílání pro děti a mládež v Československé televizi. Od roku 1976 je spisovatelkou z povolání.
V 80. letech pracovala v Československém rozhlase, v letech 1991–1992 působila jako metodička v domově dětí. V letech 1981–1985 vystudovala dálkově dramaturgii a scenáristiku na pražské FAMU.

## Dílo
Ve svých dílech prokazuje důkladnou znalost lidské psychiky, zvláště jemné citové vazby mezi dětmi a dospělými.[zdroj?] Autorka se podílela též na doprovodných textech k vystřihovánkám a omalovánkám. Její díla byla často podkladem pro filmové zpracování.

### Knihy
- Zbytky mléčné dráhy, 1965
- Jízdenka na prázdniny, 1970
- Drak Mrak, 1972, překl. Polsko
- Děti z Pařízkova, 1974
- Hehe a Chichi, dva ušatí kamarádi, 1974
- Jedeme k moři, 1974
- Dlouhý, široký, bystrozraký (společně s Miloslavem Jágrem), 1974
- Princezna z Třešňového království, 1975, překlady: Rusko, Polsko, Kazachstán, Jižní Korea
- Housátko a pampeliška, 1975
- Je pěkné mít bratříčka, 1976
- Tajemství proutěného košíku, 1978, 6. vydání upraveno, překlady: Slovensko, Polsko
- Indiáni z Větrova – 1979, román z prostředí dětského domova, v němž autorka nastiňuje téma osamění a touhu po vlastní rodině. Děj je vyprávěn er-formou a v dialozích je užit nespisovný jazyk (pro větší přiblížení světa mladých lidí). Příběh se odehrává v prostředí dětské zotavovny v Posledníkách.
- Čarovné prstýnky, 1980, upraveno 2001
- Linda, kočka zahradní, 1982, překlady: Slovensko
- Petr a Hanka chystají překvapení, 1983
- Princezna Rozmarýnka, 1984
- Čičihrátky, 1988 (loutková hra)
- Rozmarná princezna, 1988 (loutková hra)
- Každý večer s kočkou Lindou, 1992
- Hejásek a Jujdásek, 1992
- Kde padají hvězdy, 1997 – kniha vydaná nakladatelstvím Albatros po uvedení stejnojmenného seriálu v televizi. Je bez ilustrací, obsahuje pouze několik fotografií ze seriálu.
- Za humny je drak, 2000
- Kočka Linda, poklad rodiny, 2000
- Strom až do nebe, 2002 (činohra)
- Elixír a Halíbela, 2002 (pohádková hra)
- Hádanky a básničky po celý rok, 2003
- Čtyři uši na mezi, 2007 (Hejásek a Jujdásek upr. s novými ilustracemi)
- Hádanky a básničky pro kluky a holčičky, 2009

#### Drobná grafika
- Zlobím, zlobíš, zlobíme (hrací sešity)
- Cirkus; Stěhování na počkání (vystřihovánky)
- Zima je… (veršované omalovánky)

#### Příspěvky ve sbornících
- Česká čítanka pro nejmenší (1992)
- Rodinný kalendář (1995, 1996)
- v několika čítankách nakl. ALTER, pohádka ve sborníku Albatrosu To nejlepší z Hajaji aj.

### Rozhlas

#### Rozhlasové hry
- Paprsky ve tmě,1982
- První místo, 1985 – cena
- Kdo s koho, 1990
- A v prach se neobrátím, 1991 – Třídílná série o W. A. Mozartovi
- Ten prostřední, 1994
- Halíbela a drak z Drákotína, 2001 Hudba Jiří Pazour. Dramaturgie Václava Ledvinková. Režie Karel Weinlich. Účinkují: Jiří Langmajer, Simona Stašová, Linda Rybová, Václav Valtr, Ondřej Vetchý, Pavel Rímský, David Prachař, Dalimil Klapka, Petr Šplíchal, Ladislav Brothánek, Martin Zahálka, Daniel Pražák, Alžběta Tučková, Anna Dvořáková a Hana Brothánková.[1]
- Kam sahá moje paměť, 2003

#### Rozhlasové pohádky
- Režná nitka, (cena OIRT)
- Marjánka (také audionahrávka)
- Pradlenka a kominík
- Čarovné prstýnky (také audionahrávka)
- Jablíčka dobré víly
- Elixír a Halíbela
- Halíbela a drak z Drákotína
- Růžička a paví princ
- Pohádky pro Kristýnku
- O ševci Janečkovi
- Kočka, poklad rodiny
- Hejásek a Jujdásek
- Pohádka z dřevěného vršku
- a další

### Televize

#### Televizní seriály
- Tajemství proutěného košíku – 1978, příběh neúplné rodiny rovněž s tématem osamění a snahou zakotvit v rodinném kruhu. režie Ludvík Ráža; výroční cena ČST, Cena ČLF
- My všichni školou povinní – 1984, televizní seriál, režie Ludvík Ráža; Národní cena ČR)
- Kde padají hvězdy (1996, režie Jan Hřebejk)

#### Televizní filmy
- Chvíle pro píseň trubky (1981, režie Ludvík Ráža; Zlatá nymfa-Monte Carlo)
- Holka na krátkou trať (1985, režie Vladimír Drha)
- Ustláno na čekankách (1985, režie Marcel Dekanovský)
- Nevěsta, Tchyně (oba 1986, režie Marcel Dekanovský)
- Píšťaličko, otloukej se! (1988, režie Tomáš Tintěra)
- Vzpomínky na břehu moře (1992, režie Jiří Adamec)

#### Televizní hry
- Miluji Tě! (1978, režie I. Novák)
- Šaty po tetě
- Pan Řehoř překupníkem aj.

#### Televizní pohádky
- Čertova nevěsta (1975, režie Věra Jordánová)
- Čarovné prstýnky (1978, režie Věra Jordánová)
- O pavím králi (na motivy Františka Hrubína, 1978, režie Jiří Adamec)
- O štěstí a kráse (1986, režie Libuše Koutná; videokazeta)
- Elixír a Halíbela (2001, režie Dušan Klein; cena DFF Ostrov)

a další

#### Večerníček
- Čtyři uši na mezi (námět, 2004, režie Nataša Boháčková)

## Ocenění díla
- 1974 cena Českého literárního fondu
- 1976 cena Českého literárního fondu
- 1978 cena dětí Paví pero
- 1979 cena FF Gottwaldov
- 1981 Zlatá nymfa Monte Carlo
- 1984 národní cena ČR
- 1985 cena PRIX Bohemia
- 1997 cena SUK – Čteme všichni
- 2000 cena SUK – Čteme všichni
- 2001 cena DFF Ostrov
- 2002 cena Albatrosu za celoživotní práci s dětskou knihou
- 2003 cena SUK – Čteme všichni
- 2007 cena SUK – Čteme všichni